# Infrarot-Hörhilfe
Eine Infrarot-Hörhilfe ist eine Anlage, mit der Tonsignale bzw. Sprache in verstärkter Form für schwerhörige Personen zugänglich gemacht werden. Die Signalübertragung zwischen den Geräte-Komponenten erfolgt mit Infrarotlicht und stellt eine Form der Lichttonübertragung dar.

## Grundprinzip
Die Gerätekonfiguration besteht aus einem Sender und einem Empfänger. Am „Sender“ werden die gewünschten Tonsignale aufgenommen, elektronisch in moduliertes Infrarotlicht umgewandelt und in die Richtung des Empfängers ausgestrahlt. 
Die Person mit Hörbeeinträchtigungen trägt ihrerseits den Empfänger, der das Infrarotlicht mit Mitteln der Tontechnik wieder in Schallwellen umwandelt, die mit geeigneten Mitteln in das Ohr geleitet werden. Eine „Verstärkung“ des Schalls erfolgt eigentlich nicht, es wird lediglich die Abschwächung des Schalls durch die räumliche Entfernung von der Schallquelle durch den Sendevorgang umgangen.

## Ausführung für Rundfunk- oder Fernsehton
Ein zusätzliches Sendegerät am Rundfunk- oder Fernsehgerät überträgt über Infrarotlicht die Tonsignale. Der Empfänger wird aufgrund seiner Form oft „Kinnbügelhörer“ genannt, er hat zwei Ohrstücke mit Mini-Lautsprechern an jeweils einem kurzen Kunststoffrohr. Die unteren Enden dieser Röhrchen sind über ein mehr oder weniger stabförmiges „Bügel“-Gehäuse verbunden, das unterhalb des Kinns getragen wird. In dem Bügelgehäuse befindet sich die Elektronik, die das empfangene Infrarotlicht in Schallwellen zurückverwandelt.
Es gibt auch anders geformte Empfangsteile, die nicht direkt mit dem Ohr, sondern mit dem vorhandenen Hörgerät verbunden werden.

## Einsatzmerkmale
Die Lautstärke lässt sich individuell unabhängig von der Lautstärke des Rundfunk- oder Fernsehgeräts regeln. Es können innerhalb des Infrarotlicht-Bereichs mehrere mit Empfängern ausgestattete Personen in unterschiedlichen Lautstärken hören, ohne sich gegenseitig zu beeinflussen. Durch die eingesetzten Ohrstücke werden in gewissem Umfang auch störende Nebengeräusche gedämpft.
Im nahen Umfeld des Infrarotsenders ist im Prinzip eine freie Beweglichkeit möglich, bei Verdeckung des Senders durch Gegenstände oder Personen („Schatten“) oder größere Entfernung kann der Empfang jedoch beeinträchtigt sein.
Probleme kann es auch bei hellem Sonnenschein geben, da das Sonnenlichtspektrum auch Infrarot-Anteile hat.
Der Einsatz dieser Geräte erfolgt neben dem privaten Wohnbereich auch in Konzertsälen, Volkshochschulen, Kirchen und Altentagesstätten.